# Tunisair
«Tunisair» (араб. الخطوط التونسية‎) — национальный перевозчик гражданской авиации Туниса. Основана в 1948 году и является наиболее крупной тунисской авиакомпанией. Базируется в Международном Аэропорту Тунис-Карфаген и осуществляет собственные рейсы по 60 мировым направлениям. Член IATA и ICAO.
«Tunisair» — член Организации арабских авиакомпаний (AACO).

## История

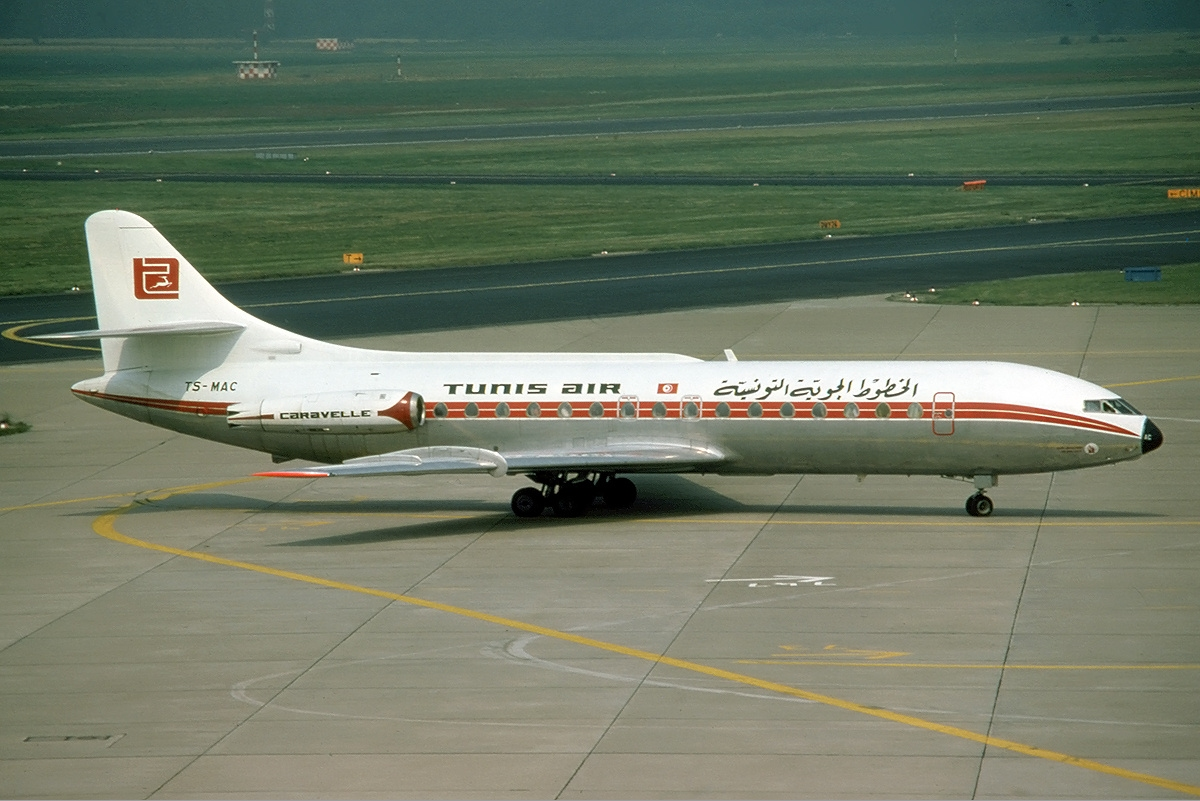
Sud Aviation Caravelle в 1977 году

В 1948 году правительство Туниса достигло соглашения с Air France о создании «Tunisair». Авиакомпания начала свою деятельность в 1949 году. К 1957 году число акций, принадлежавших авиакомпании Air France, было снижено и правительство Туниса стало крупнейшим акционером «Tunisair».
C 1960 года компания переживала постоянный рост, предлагая привлекательные цены и качество предоставляемых услуг для своих клиентов. В 1961 году, «Tunisair» перешла на непрерывный график обновления парка воздушных судов.

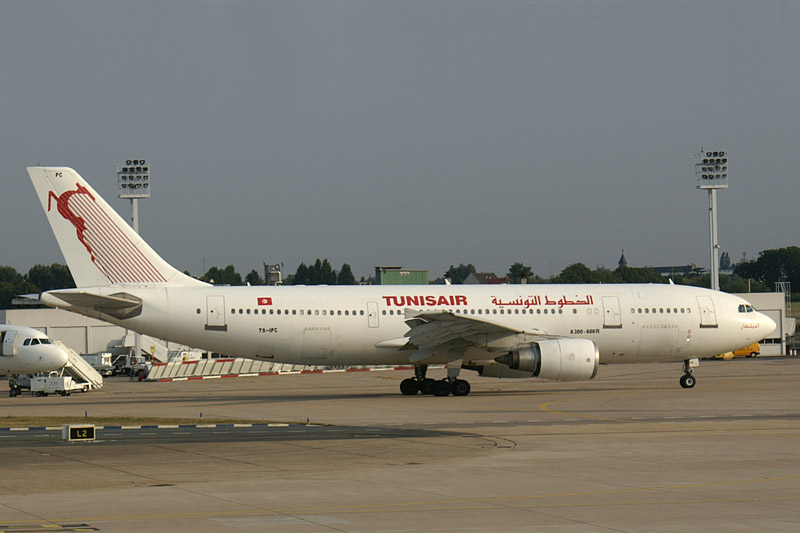
Современный Airbus A300

В период 1993—1998 годов, «Tunisair» начала расширять географию полётов по всей Европе, открыв рейсы в Прагу, Будапешт, Варшаву, Братиславу, Лиссабон, Линц, Зальцбург, Грац, Стокгольм и Москву. В 1998 году компания справила своё 50-летие.
В 1999 году, произошло слияние компаний «Tunisair» и Air France. Это соглашение было приостановлено 4 января 2010 года.

## Направления рейсов
«Tunisair» совершает регулярные рейсы в города Африки, Азии и Европы:
- Африка: Абиджан, Алжир, Бамако, Бенгази, Касабланка, Дакар, Каир, Нуакшот, Оран, Триполи ;
- Европа: Амстердам, Афины, Базель, Барселона, Белград, Берлин, Бильбао, Бордо, Брюссель, Дюссельдорф, Франкфурт, Женева, Гамбург, Стамбул, Лиссабон, Лондон, Люксембург, Лион, Мадрид, Манчестер, Марсель, Милан, Москва, Мюнхен, Нант, Ницца, Палермо, Париж, Рим, Саарбрюккен, Страсбург, Тулуза, Венеция[3], Вена, Цюрих ;
- Ближний Восток: Бейрут, Дамаск, Джидда, Дубай, Кувейт.

## Головной офис

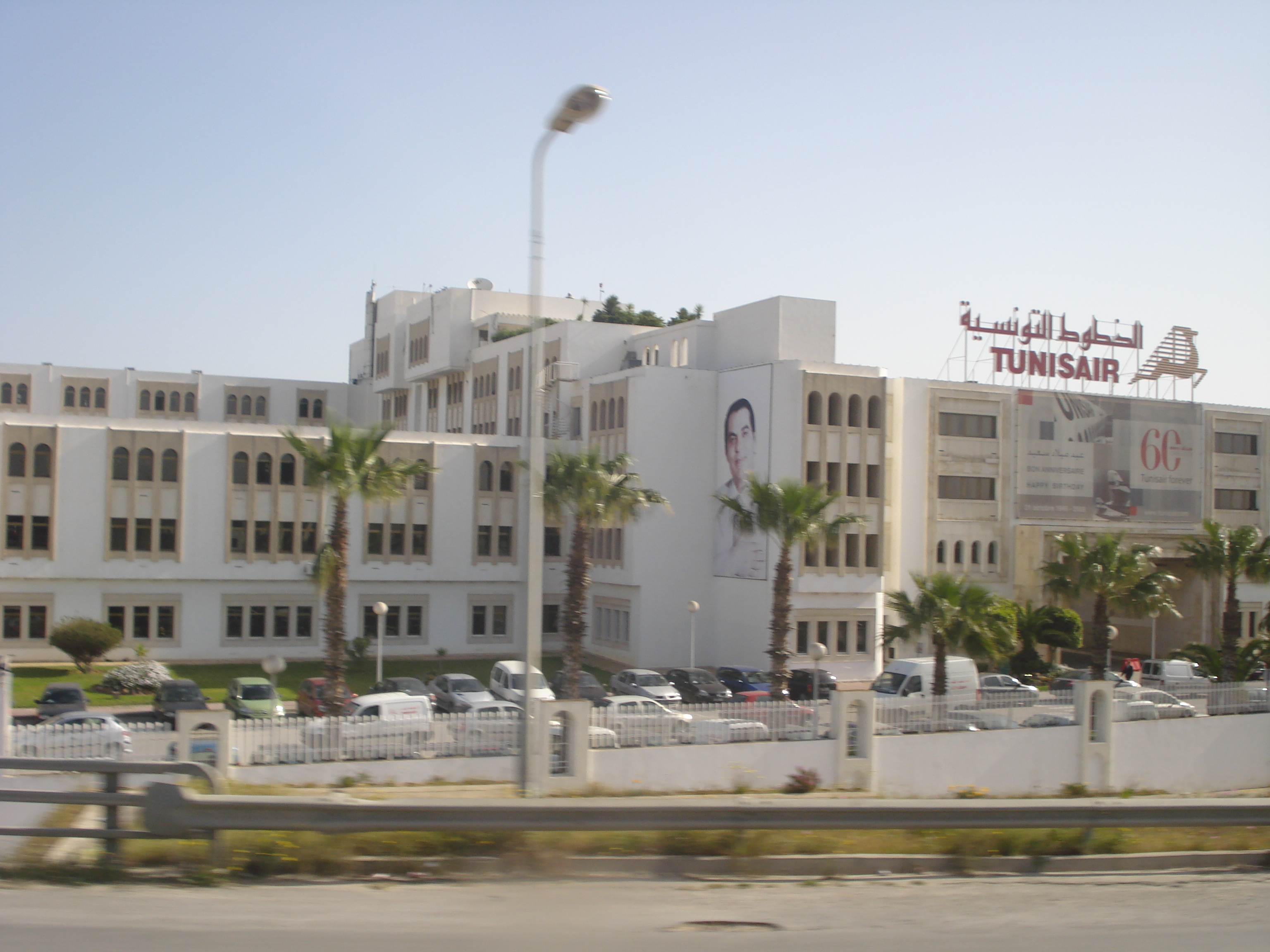
Главный офис авиакомпании

Головной офис «Tunisair» находится на трассе Route X недалеко от Международного аэропорта Тунис-Карфаген. Когда компания впервые начала свою деятельность в 1948 году, её головной офис был на улице Rue d’Athènes 1 в Тунисе.

## Дочерние авиакомпании
- Авиакомпания «Tunisair Express»

## Флот
Флот Tunisair состоит из следующих самолётов (данные на май 2017 года):